# Chamaexeros fimbriata
Chamaexeros fimbriata là một loài thực vật có hoa trong họ Măng tây. Loài này được (F.Muell.) Benth. mô tả khoa học đầu tiên năm 1878.